# Imbira marcusi
Imbira marcusi és una espècie de geoplànid que habita Brasil. S'ha demostrat que aquesta espècie té una reduïda capacitat de dispersió. Actualment forma part del nou gènere Imbira.